# Vacaciones (película de 1947)
 Vacaciones  es una película de Argentina en blanco y negro dirigida por Luis Mottura según guion de María Luz Regás y Juan Albornoz que se estrenó el 25 de septiembre de 1947 y que tuvo como protagonistas a Mecha Ortiz, Francisco Martínez Allende, Amalia Sánchez Ariño y Maruja Gil Quesada. La película tuvo como título alternativo el de Más fuerte que el amor.

## Sinopsis
El dilema de una mujer entre el amor a su madre y la pasión por un hombre.

## Reparto
- Mecha Ortiz...	Estela Arenal
- Francisco Martínez Allende ...	Juan
- Amalia Sánchez Ariño...	Antonia
- Maruja Gil Quesada...	Laura
- Manuel Collado Montes...	Rómulo
- Juan Carlos Altavista...	Juan Gabriel Arenal
- Luis Zaballa...	Perico Arenal
- Susana Canales...	Mercedes
- Ricardo Duggan...	Santiago
- Lilian Valmar...	María Laura
- Leticia Scury...	Filomena
- Norma Giménez...	Ana María
- Jesús Pampín...	Andrés
- Francisco Audenino

## Comentarios
Tulio Carella opinó del filme:

”Sostenida emoción y tono noble… Hay inquietud en sus tomas, y busca ángulos novedosos. Pero su virtud principal, en la que verdaderamente muestra su personalidad, es lograr el emoción por caminos simples y directos, sin artificios de ninguna clase.”

Por su parte la crónica de La Prensa dijo:

”Más convincente en la versión original que en la cinematográfica, el tema aparece ahora sobrecargado de notas sombrías en los aspectos pasionales y en los episodios infantiles tiene demasiada puerilidad.”